# Eucalyptus caesia
Eucalyptus caesia (Benth., 1867), comunemente nota come gungurru, è una pianta appartenente alla famiglia delle Myrtaceae, originaria dell'Australia occidentale.

## Descrizione
È endemico della regione Wheatbelt centrale nell’Australia occidentale, dove si può trovare su un piccolo numero di affioramenti granitici. Eucalyptus caesia è anche conosciuta come la "Silver Princess" ("Principessa d'argento") in inglese. Il nome "argento" si riferisce alla polvere bianca che ricopre i rami, i bioccioli dei fiori e i frutti. "Gungurru" deriva dal nome usato dalla popolazione indigena Noongar.
Sono state identificate due sottospecie: caesia (alta circa 6–9 metri) e magna (alta fino a 15 metri). La corteccia è rosso-marrone, del tipo minni ritchi riccia. I rami tendono ad agitarsi o piegarsi verso il terreno. Gli alberi hanno grandi fiori rosso-rosa o bianchi, di 40-50mm di diametro. Sono ampiamente coltivati come piante ornamentali, ma sono diventati rari in natura.